# Kawauchi
Kawauchi (川内村, Kawauchi-mura) est un village japonais (村, mura ou son), situé dans la préfecture de Fukushima.
Sa population au 1er juin 2013 est estimée à 2 616 habitants.